# Tour CMA CGM
La tour CMA CGM, également appelée tour Jacques Saadé conçue par l'architecte Zaha Hadid dans un style déconstructiviste, située à Marseille dans la zone d'affaires Euroméditerranée à Arenc dans le 2e arrondissement, abrite le siège social de la CMA CGM, le 3e armateur mondial de transport maritime en conteneurs. Elle regroupe 2 700 employés de CMA CGM répartis auparavant sur sept sites différents.
Avec ses 147 mètres, elle est le premier immeuble de grande hauteur (IGH) à usage de bureau de la ville et la quatrième plus haute tour de province après les tours lyonnaises Incity (200 mètres), To-Lyon (171 mètres) et Part-Dieu (165 mètres).

## Histoire
La raison d'être de l'établissement public d'aménagement Euroméditerranée consiste à la restructuration de plusieurs quartiers jouxtant le port de Marseille et la tour est la première grande réalisation sur le site. Sa construction est motivée par l'ancien PDG de la CMA CGM, Jacques Saadé, dont l'entreprise se trouve à l'étroit dans le bâtiment qui aujourd'hui jouxte la tour et racheté par le conseil général des Bouches-du-Rhône.
Le début des travaux a lieu en juillet 2006. Les fondations sont terminées en mars 2007 ; la cérémonie de pose de la première pierre suit le 23 mars 2007.
Le noyau atteint le 33e et dernier étage fin juin 2008. La fin des travaux de béton date d'octobre 2008, la fin des travaux des façades extérieures de mai 2009, la fin de la pose des revêtements extérieurs d'août 2009.
La livraison du bâtiment, initialement prévue pour le troisième trimestre 2009, a été repoussée au quatrième trimestre 2010.

## Caractéristiques

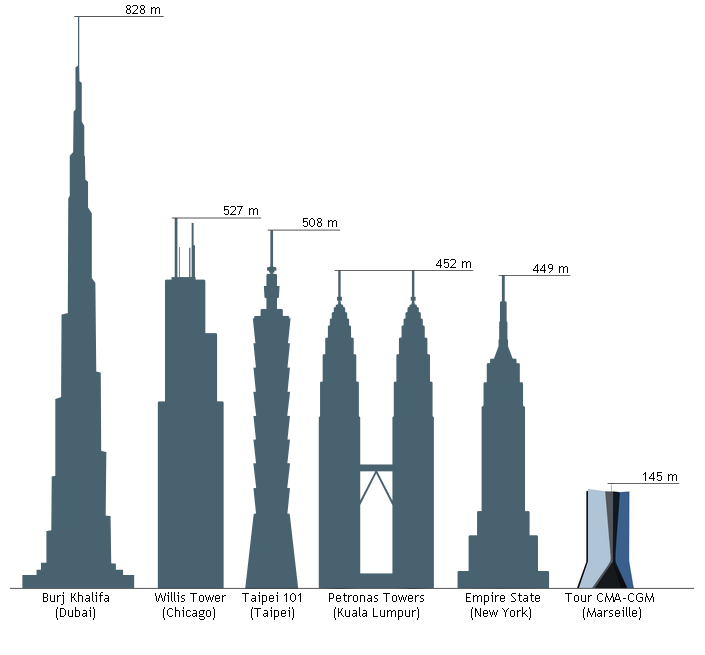
La hauteur de la tour CMA-CGM, comparée aux autres gratte-ciel les plus hauts du monde.

La tour mesure 147 m de haut. À la demande du maire de l'époque, Jean-Claude Gaudin, la hauteur de la tour ne dépasse pas celle de la basilique Notre-Dame-de-la-Garde, qui domine la ville du haut de ses 154 m, symbole de cette dernière depuis 1864. Sans cette restriction, la tour aurait très certainement été plus haute vu les besoins de l'entreprise. Il y a 75 m dans la plus grande dimension du plateau, et on compte 33 niveaux de grande hauteur (2,80 m sous le plafond). La surface hors œuvre nette est de 64 000 m2.
La capacité d'accueil est de 2 700 personnes. Treize ascenseurs, dont dix à grande vitesse (7 m/s soit 25,2 km/h), assurent les déplacements. Il existe cinq niveaux de parking (770 automobiles et 200 deux-roues).
L'immeuble comprend au total 53 000 m2 de surface vitrée ; 65 000 m3 de béton ont été nécessaires, soit 168 000 tonnes. L'ossature de la tour est composée de 1 172 poteaux en béton érigés depuis le sol. La construction a également nécessité 6 000 tonnes d'acier et 100 000 m3 de terrassement.
Les lots terrassements, fondations, structure, gros œuvre ont été confiés à l'entreprise Grands travaux de Marseille (GTM). À la tour s'ajoute un bâtiment annexe qui contient des locaux techniques, cinq niveaux de parkings souterrains, un restaurant d'entreprise et les salles informatiques.
Le coût de la tour est proche de 300 millions d'euros.
Tous les poteaux ont des inclinaisons différentes, le béton qui les compose a été spécialement conçu pour la structure de cette tour ; en effet, elle doit supporter des contraintes spécifiques dues au choix architectural et à l'emplacement du bâtiment.
La structure doit en outre résister à des vents supérieurs à 200 km/h.

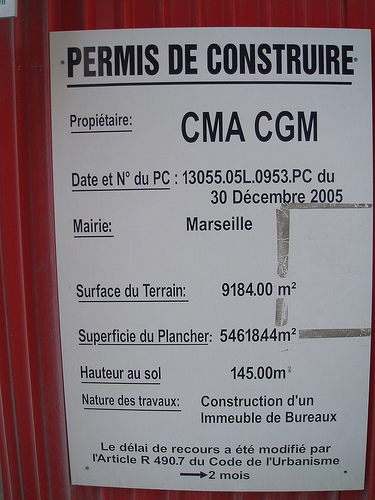
Permis de construire affiché à l'entrée du chantier.
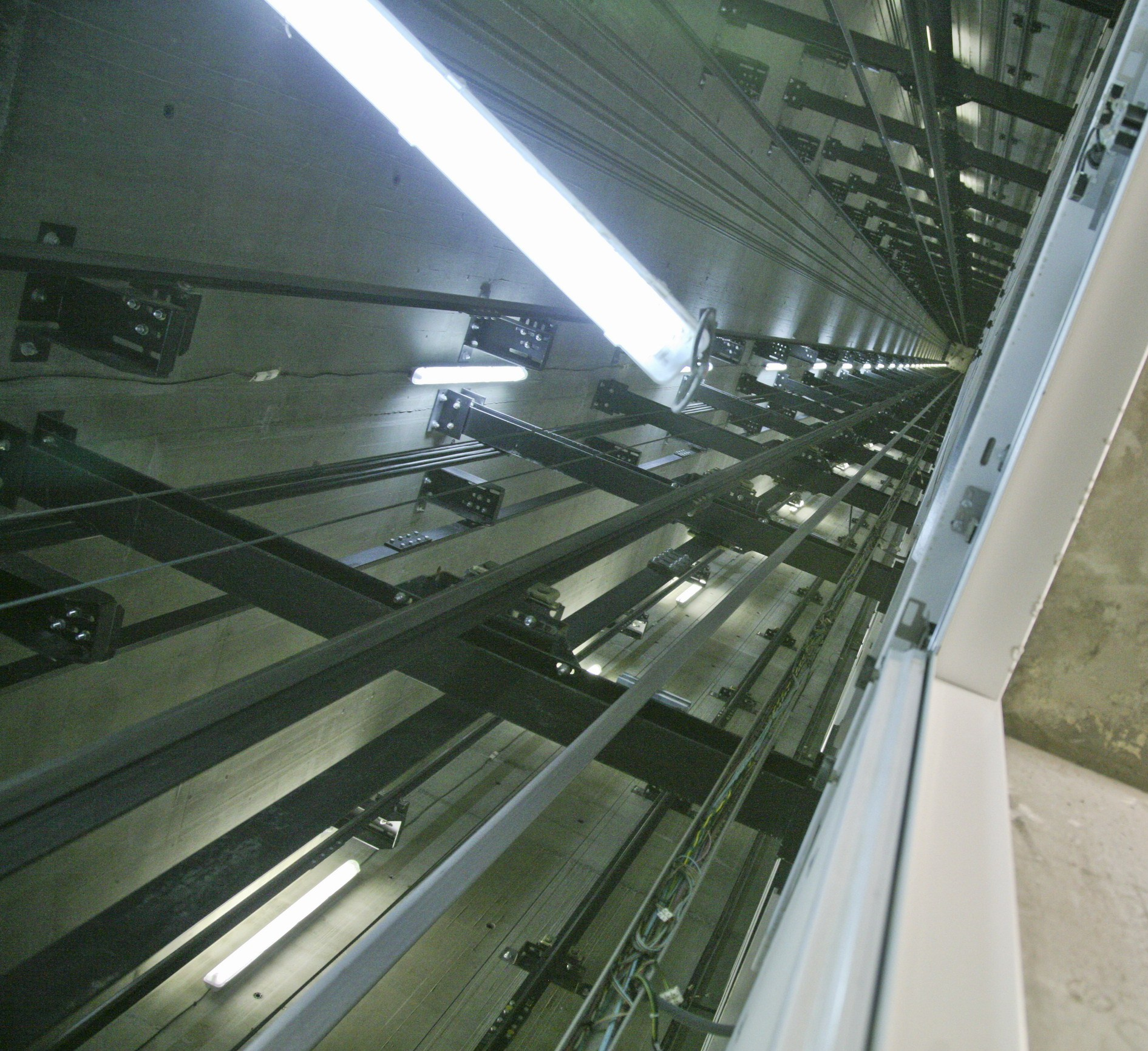
Cage d'ascenseur centrale.
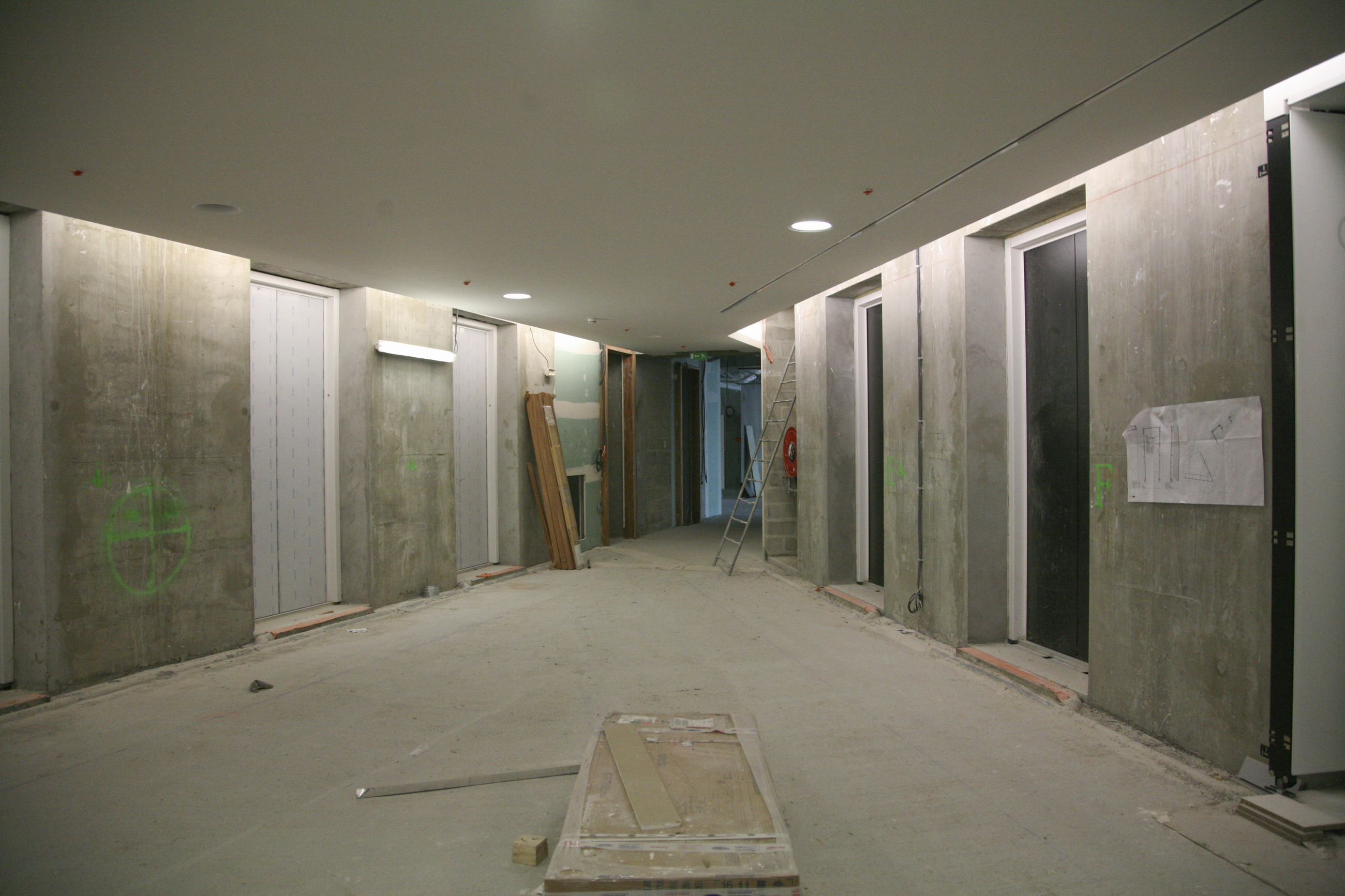
Hall central des ascenseurs.
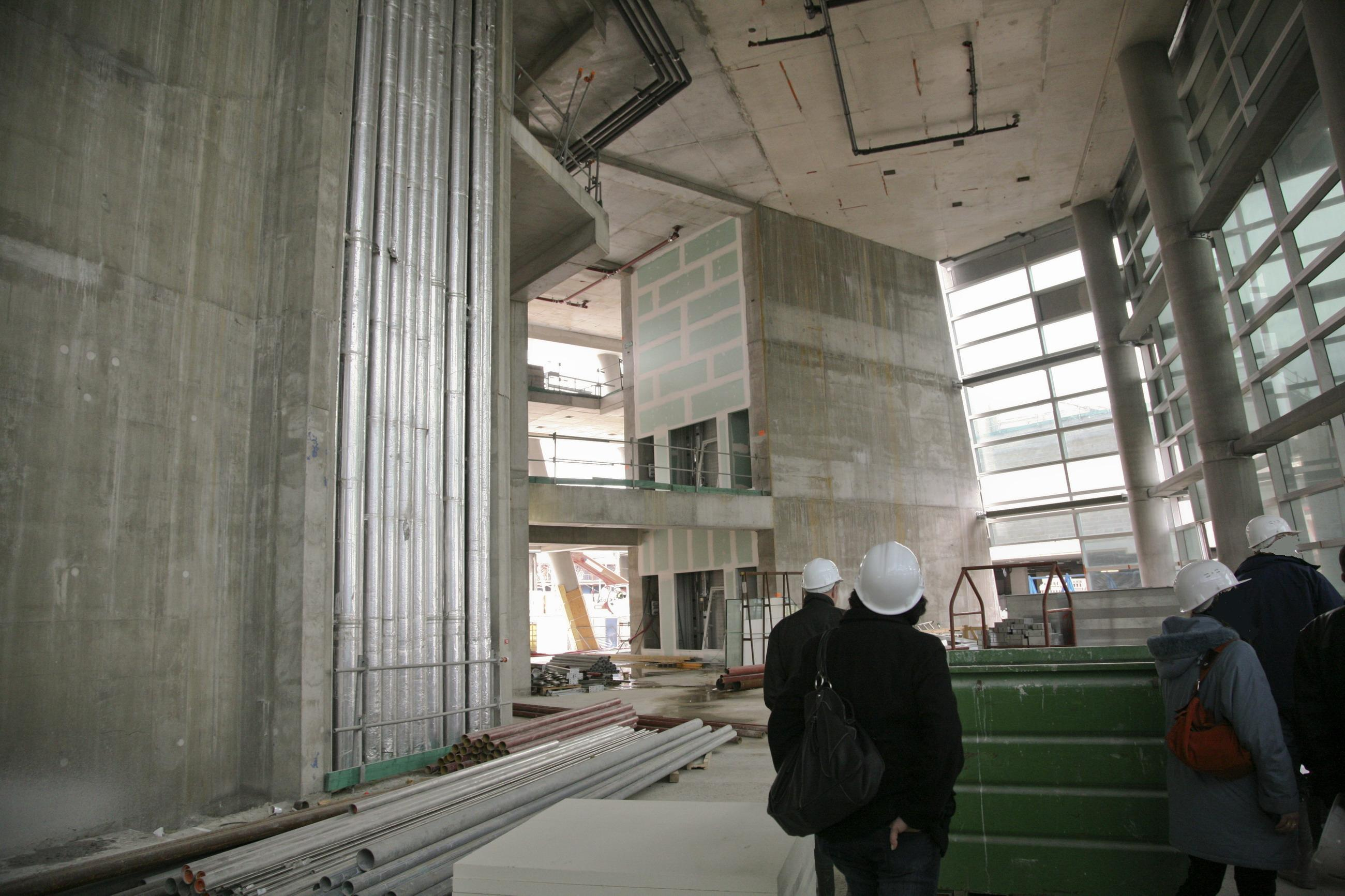
Le rez-de-chaussée.

## Aménagements particuliers
La tour a une capacité de 2 700 postes de travail, le restaurant d'entreprise de 800 places, l'auditorium de 190 places. L'immeuble comprend également un musée maritime, une salle de fitness et des salles de formation. À l'origine, un restaurant panoramique ouvert au public avait été promis au sommet, mais officiellement pour des raisons d'espace, cet aménagement a été abandonné.
Le hall de la tour devait à l'origine contenir le plus grand aquarium privé d'Europe, un souhait de Jacques Saadé, ancien PDG du groupe CMA CGM ne cachant pas sa passion pour l'aquariophilie, qui ne sera pas réalisé en raison de précautions techniques,.
Une grande partie des aménagements intérieurs de la tour et de son annexe ont été imaginés par Jacques Saadé, en collaboration avec l'architecte Zaha Hadid. Jacques Saadé a montré tout au long de la réalisation du projet qu'il était attaché à la réalisation du bâtiment.
Quelques œuvres d'art remarquables participent de la décoration intérieure et extérieure, notamment un bronze monumental le génie de la mer du sculpteur Carlo Sarrabezolles qui trône désormais devant l'édifice et deux grands panneaux en laque d'or signés Jean Dunand en 1935 la conquête du cheval et la pêche pour décorer le fumoir première classe du paquebot Normandie et qui aujourd'hui ornent la grande salle du conseil au 31e étage de la tour.

## Aménagements de «Haute Qualité Environnementale»
Aucun standard de haute qualité environnementale n'a été pris en compte dans la conception technique de la tour CMA-CGM. En effet le bureau d'études londonien Arup n'a intégré aucun critère particulier en matière d'économie d'énergie lors de la conception technique de cette tour, si ce n'est a minima, la simple application de la Réglementation Thermique 2000. Cela, grâce au concours des ingénieurs thermiciens du bureau d'études COPLAN (NICE), à qui Arup a sous-traité la rédaction des pièces écrites des lots techniques ainsi que l'adaptation aux réglementations françaises. Il est donc impropre de parler de « Haute Qualité Environnementale » dans le cas de la tour CMA-CGM. En effet la date de dépôt de son permis de construire étant antérieure au 1er septembre 2006, la Réglementation Thermique 2005 ne s'applique pas à cette construction.

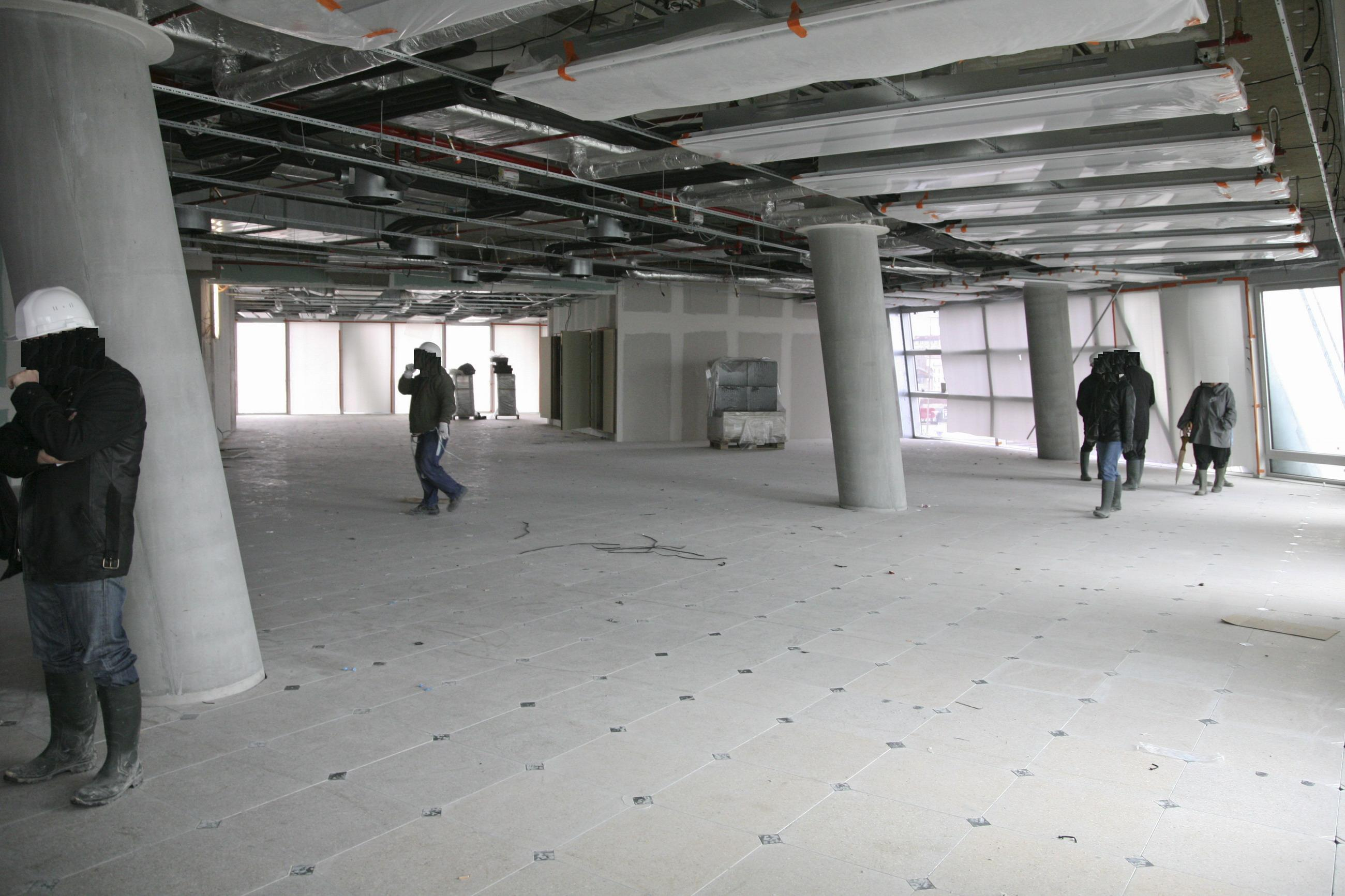
L'intérieur.

## Accès
La tour est desservie par la station    et    Arenc Le Silo du tramway de Marseille. Une gare SNCF, située au pied de la tour et baptisée gare d'Arenc-Euroméditerranée, a ouvert ses portes le 3 février 2014.